# Thomas Pynchon
Thomas Ruggles Pynchon, Jr. (Glen Cove, Nova York, 8 de maig de 1937) és un escriptor estatunidenc. Destaca per la seua densa i complexa obra narrativa. Procedent de Long Island, Pynchon va passar alguns anys a l'Armada dels Estats Units i va obtenir la llicenciatura en filologia anglesa per la Universitat Cornell. Després de publicar un grapat de contes a les acaballes de la dècada del 1950 i començament dels anys 1960 va començar a escriure novel·les, per les quals avui és fonamentalment conegut: V. (1963), The Crying of Lot 49 (La subhasta del lot 49, 1966), Gravity's Rainbow (L'arc de Sant Martí de gravetat, 1973), Vineland (1990), Mason & Dixon (1997), i Against the Day (Contra el dia, 2006).
Pynchon és considerat per lectors i crítica un dels millors autors contemporanis. Va obtenir una beca MacArthur i va rebre el National Book Award; regularment és citat com un dels possibles candidats a obtenir el Premi Nobel de Literatura. Tant la seua narrativa com els seus assaigs abasten un ampli ventall de matèries, gèneres i temes literaris, incloent-hi (sense ànim d'exhaustivitat) els camps de la història, la ciència i la matemàtica. Pynchon també és conegut per evitar qualsevol mena de publicitat personal; molt poques fotografies seues han estat publicades, i dels anys 1960 ençà han circulat diversos rumors sobre la seua localització i la seua identitat.

## Biografia
Thomas Pynchon va néixer l'any 1937 a Glen Cove, Nova York, Long Island, Nova York, és un dels tres fills de Thomas Ruggles Pynchon, Sr. (1907-1995) i Katherine Frances Bennett (1909-1996). El seu ascendent americà més antic, William Pynchon, va emigrar a Massachusetts Bay Colony amb el Winthrop Fleet l'any 1630, i, posteriorment, una llarga línia dels seus descendents van trobar riquesa i reputació als Estats Units. El rerefons de la seua família i ascendents li han fornit material per a les seues obres, particularment per a les històries de la família Slothrop narrades a The Secret Integration (La integració secreta, 1964) i Gravity's Rainbow (L'arc de Sant Martí de gravetat, 1973).

### Infantesa i educació
Pynchon va assistir a l'institut d'Oyster Bay, on va ser aclamat com a "estudiant de l'any" i on va contribuir amb narracions breus al diari escolar (Pynchon 1952-3). Aquestes obres juvenils incorporaven alguns dels motius literaris i dels temes recurrents de la seua carrera posterior: noms excèntrics, humor pretensiós, ús il·lícit de drogues i paranoia.
Després de graduar-se a l'institut l'any 1953, a 16 anys, Pynchon va estudiar enginyeria física a la Universitat Cornell, però va abandonar a la fi del segon any per allistar-se a la Marina dels Estats Units. L'any 1957 va tornar a Cornell per continuar els estudis de grau en llengua anglesa. La seua primera narració publicada, "The Small Rain" (La petita pluja), va aparèixer a la revista Cornell Writer el maig de 1959, i narra una experiència real d'un amic que havia servit en l'exèrcit; no obstant això, després els episodis i personatges literaris de Pynchon s'han basat en les seues experiències a la marina.
A Cornell, Pynchon va entaular amistat amb Richard Fariña, i per un curt període tots dos van desenvolupar el que Pynchon ha anomenat un "microculte" per la novel·la Warlock (1958) de l'escriptor Oakley Hall. L'any 1983 Pynchon va escriure sobre els seus records de la universitat a la introducció a l'edició de la novel·la de Fariña Been Down So Long It Looks Like Up to Me, publicada per primera vegada el 1966. Pynchon també informa que va assistir a les classes impartides per Vladimir Nabokov, que aleshores era professor de literatura a Cornell. Tot i que Nabokov va reconèixer després no recordar Pynchon (tot i que la muller de Nabokov, que l'ajudava amb els papers, va explicar que recordava la peculiar cal·ligrafia de Pynchon), altres professors Cornell, com ara el novel·lista James McConkey, el recorden com un estudiant amb un talent excepcional. L'any 1958, Pynchon i el seu company d'estudis a Cornell, Kirkpatrick Sale, van escriure part o la totalitat del musical de ciència-ficció Minstral Island, que retrata un fosc esdevenidor en què el món és governat per IBM (Gibbs 1994). Pynchon es va graduar el juny de 1959.

### Primers anys de carrera

#### V.
Després de deixar Cornell, Pynchon va començar a escriure la seua primera novel·la. De febrer de 1960 a setembre de 1962 va treballar com a redactor tècnic a la companyia Boeing a Seattle, Washington, on va ocupar-se dels articles sobre seguretat del Bomarc Service News, un bolletí de notícies del Programa de míssils terra-aire del BOMARC desplegat per la Força Aèria dels Estats Units d'Amèrica. Les experiències de Pynchon a Boeing van inspirar les seues descripcions de la companyia "Yoyodyne" a V. i a The Crying of Lot 49, i tant la seua formació en física com el periodisme tècnic que va desenrotllar a Boeing, van fornir-li molt del material que va fer servir a L'arc de Sant Martí de gravetat. Quan l'any 1963 va ser publicada la seua novel·la V., va guanyar el premi de la Fundació William Faulkner a la millor novel·la de l'any.
Després de deixar Boeing, Pynchon va passar un temps a Nova York i Mèxic, abans de traslladar-se a Califòrnia, on va residir gran part dels anys 1960 i els primers anys de la dècada del 1970, principalment en un apartament a Manhattan Beach (vegeu Frost 2003), on va escriure la seua novel·la més valorada, L'arc de Sant Martí de gravetat. Durant aquests anys va flirtejar amb l'estil de vida i alguns hàbits de la contracultura hippie (vegeu, per exemple, Gordon 1994), tot i això, la seua opinió retrospectiva sobre les motivacions, les valors i realitzacions de les organitzacions estudiantils i juvenils de l'època, en la seua introducció de l'any 1984 a la col·lecció de relats Slow Learner i la novel·la Vineland (1990) en particular, és, si més no, ambigua.
L'any 1964 va fer un assaig fallit de ser acceptat com a estudiant de postgrau de matemàtiques a la Universitat de Califòrnia, Berkeley, (Royster 2005). El 1966, Pynchon va escriure un reportatge de primera mà sobre els aldarulls de Watts, a Los Angeles, titulat Un viatge dins de la ment de Watts, l'article va ser publicat a The New York Times Magazine (Pynchon 1966).
De mitjan anys 60 Pynchon ha escrit regularment ressenyes i introduccions de gran nombre de novel·les i assaigs. Una de les primeres peces d'aquesta mena va ser una breu ressenya de la novel·la Warlock, de Hall, que va aparèixer, juntament amb comentaris d'altres set escriptors, a "llibres oblidats", com a part d'un reportatge titulat Un regal de llibres, en el nombre de desembre de 1965 de la revista Holiday.

#### The Crying of Lot 49
En una lletra a la seua agent Candida Donadio, d'abril de 1964, Pynchon va confessar que es trobava immers en una crisi creativa, amb quatre novel·les en marxa, anunciant: "Si passen al paper tal com les concep al magí, seran l'esdeveniment literari del mil·lenni." (vegeu Gussow 1998) El desembre de 1965, Pynchon va refusar educadament una invitació de Stanley Edgar Hyman per a ensenyar literatura a Bennington College, adduint que havia pres la decisió, dos o tres anys abans, d'escriure tres novel·les alhora. Va descriure aquesta decisió com "un moment de bogeria passatgera", però afegí que era "massa obstinat per abandonar alguna o abandonar-les totes" (vegeu McLemee 2006).
La segona novel·la de Pynchon, The Crying of Lot 49 va ser publicada pocs mesos després, l'any 1966. No se sap si aquesta era una de les tres o quatre novel·les que va declarar que tenia en marxa, perquè en una lletra de 1965 a Donadio, Pynchon va escriure que es trobava immers en la redacció d'un llibre que va qualificar d'alimentari. Quan l'obra va atènyer les 155 pàgines, la va qualificar de narració breu, però amb problemes glandulars (Gussow 1998).
The Crying of Lot 49 va guanyar el premi de la Fundació "Richard and Hilda Rosenthal" poc després d'haver estat publicada. Tot i ser més concisa i amb una estructura més lineal que altres novel·les de Pynchon, el seu laberíntic argument descriu un antic i subterrani servei postal conegut com "El Tristero" o "Trystero," una paròdia de les tragèdies de revenja del període jacobí anglès, en particular de l'obra titulada The Courier's Tragedy (La tragèdia del correu), i una conspiració corporativa sobre l'ús d'ossos de soldats nord-americans de la Segona Guerra Mundial com a carbó activat per a filtres de cigarreta. Proposa una sèrie d'interconnexions aparentment increïbles entre aquestes i altres revelacions igualment estranyes a què s'enfronta la protagonista de la novel·la, Oedipa Maas. Com a V., la novel·la conté un bon grapat de referències científiques i tecnològiques, i també a obscurs esdeveniments històrics, i ambdues obres se submergeixen en els detritus de la cultura i la societat americanes. The Crying of Lot 49 també continua l'hàbit de Pynchon d'escriure lletres paròdiques de cançons, de fer servir noms estranys i irònics per als personatges i la referència a aspectes de la cultura popular. Particularment, inclou diverses al·lusions a Lolita, de Nabókov.
L'any 1968, Pynchon va ser un dels 447 signants del manifest dels escriptors i editors contra l'impost de guerra. Uns anuncis a plana completa en The New York Post i The New York Review of Books van recollir la llista completa dels qui es van refusar a pagar "el proposat recàrrec del 10% sobre l'impost de la renda o sobre qualsevol altre impost, per a fins bèl·lics," i va declarar la seua creença "que la participació dels Estats Units en la Guerra del Vietnam era èticament incorrecta" (New York Review of Books 1968:9).

### L'arc de Sant Martí de gravetati l'ascens de Pynchon a la fama
La novel·la més famosa de Pynchon és la tercera, L'arc de Sant Martí de gravetat, publicada l'any 1973. Una intricada i al·lusiva narració que combina i elabora la major part dels temes de les seues obres primerenques, incloent-hi omissió, paranoia, racisme, colonialisme, teoria de la conspiració, sincronisme i entropia, la novel·la ha provocat gran quantitat de comentaris i de material crític, incloent-hi dues guies de lectura (Fowler 1980; Weisenburger 1988), llibres i articles, discussions en línia i obres d'art; és considerada un text arquetípic de la literatura postmodernista nord-americana. La major part de L'arc de Sant Martí de gravetat transcorre a Londres i en altres llocs d'Europa durant els mesos finals de la Segona Guerra Mundial i les setmanes immediatament posteriors al dia de la victòria a Europa, i és narrada principalment del moment històric en què està ambientada. D'aquesta manera, el text de Pynchon provoca una certa mena d'ironia dramàtica, del moment en què ni els personatges ni les diferents veus narratives no es troben al corrent de les seues circumstàncies històriques específiques, com per exemple l'Holocaust, que això no obstant, són ben presents per al lector contemporani. Aquest recurs literari genera una tensió dinàmica i uns moments d'aguda autoconsciència, a mesura que el lector i l'autor s'endinsen en l'argument. D'abast enciclopèdic, en la novel·la es palesa una enorme erudició en el tractament d'un gran ventall de temes procedents de camps tan diversos com la psicologia, la química, les matemàtiques, la història, la religió, la música, la literatura i el cinema. Potser de manera apropiada per a un llibre tan farcit de coneixements tecnològics, Pynchon, segons ha estat reportat, va escriure'n el primer esborrany manuscrit sobre paper de dibuix per a enginyers, a Califòrnia i Ciutat de Mèxic.
L'arc de Sant Martí de gravetat va ser guanyadora de l'edició de l'any 1974 del National Book Award en la modalitat de narrativa, juntament amb la novel·la d'Isaac Bashevis Singer A Crown of Feathers and Other Stories. El mateix any, el jurat de narrativa va recomanar de manera unànime L'arc de Sant Martí de gravetat per al Premi Pulitzer; això no obstant, el comitè del Pulitzer va vetar la novel·la, descrivint-la com "illegible", "inflada", "sobreescrita", i en certes parts "obscena" i, per tant, no va accedir al premi (Kihss 1974). L'any 1975 Pynchon va refusar la medalla "William Dean Howells" de l'Acadèmia Americana de les Arts i les Lletres.

### Després deL'arc de Sant Martí de gravetat
L'any 1984 es va publicar un recull de contes juvenils de Pynchon, amb el títol Slow Learner (Aprenent lent), amb una llarga introducció autobiogràfica. L'octubre del mateix any va publicar al New York Times Book Review un article titulat És correcte ser un ludita?. L'abril de 1988, Pynchon va publicar al New York Times una extensa ressenya de la novel·la de Gabriel García Marquéz, El amor en los tiempos del cólera, amb el títol L'etern vot del cor. Un altre article, titulat Més a prop, sofà meu, de tu, va ser publicat el juny de 1993 al New York Times Book Review, com a part d'una sèrie d'articles amb diversos escriptors que reflectien cadascun dels Set Pecats Capitals. Pynchon va escriure sobre la peresa.

#### Vineland
La quarta novel·la de Pynchon, Vineland, va ser publicada l'any 1990, i va ser severament criticada tant pel públic com per la crítica especialitzada. La novel·la està ambientada a Califòrnia en la dècada del 1980 i la dècada del 1960, i descriu la relació entre un agent pertanyent a una agència estatal de policia anomenada COINTELPRO i una radical realitzadora de pel·lícules. El seu punyent rerefons sociopolític descriu la batalla constant entre l'autoritarisme i el comunalisme, i el nexe entre resistència i complicitat, però amb un típic sentit de l'humor pynchonià.
L'any 1988 va rebre una beca MacArthur i, almenys de principis dels anys 1990 ençà, alguns observadors han assenyalat Pynchon com un dels possibles candidats al Premi Nobel de Literatura (vegeu, per exemple, Grimes 1993; CNN Book News 1999; Ervin 2000). El reconegut crític literari nord-americà Harold Bloom l'ha considerat entre els quatre millors novel·listes estatunidencs de l'actualitat, juntament amb Don DeLillo, Philip Roth, i Cormac McCarthy.

#### Mason & Dixon
La cinquena novel·la de Pynchon, Mason & Dixon, va ser publicada l'any 1997, tot i que del gener de 1975 estava en procés d'escriptura (Ulin 1997; vegeu també Gussow 1998). Aquesta novel·la, meticulosament documentada, és una saga tentacular postmodernista que narra les vides i carreres de l'astrònom anglès Charles Mason, i del seu company el geòmetra Jeremiah Dixon, i el naixement de la República Nord-americana. Tot i rebre diverses crítiques negatives, la major part dels crítics van saludar-la favorablement com un bell retorn a l'estil que l'havia caracteritzat, i, fins i tot, hi ha qui la considera la seua obra més reeixida.

#### A contrallum
Durant anys van circular rumors sobre el tema del següent llibre de Pynchon. Els rumors més concrets van sortir del ministre alemany de Cultura, Michael Naumann, que va declarar haver ajudat Pynchon en les seues recerques sobre "un matemàtic rus que va estudiar per a David Hilbert a Göttingen", i que la nova novel·la tractaria sobre la vida i amors de Sófia Kovalévskaia.
El juliol de 2006 va ser anunciada a Amazon.com una nova novel·la, encara sense títol, de Pynchon, junt amb una sinopsi feta pel mateix escriptor, que deia que la novel·la es desenvolupava entre l'Exposició Universal de Chicago de 1893 i el temps immediatament posterior a la Primera Guerra Mundial. "Amb un desastre mundial amenaçant pocs anys després", Pynchon va escriure en la seua ressenya, "és una època d'avarícia empresarial incontrolada, de falsa religiositat, d'estúpida incompetència i de propòsits diabòlics en llocs elevats. No conté cap referència a l'actualitat ni se'n pot inferir cap". Prometia aparicions puntuals de Nikola Tesla, Bela Lugosi i Groucho Marx, així com "cançons estúpides" i "pràctiques sexuals estranyes". Posteriorment va ser anunciat el títol de la novel·la: A contrallum, i un portaveu de l'editorial Penguin va confirmar que la ressenya era efectivament del mateix Pynchon (Pynchon 2006a; Patterson 2006ab; Italie 2006).
A contrallum va aparèixer el 21 de novembre de 2006 i en l'edició original té 1.085 pàgines. L'editorial Penguin no en va fer gairebé promoció, i els crítics la van rebre molt poc temps abans de la seua publicació, tot això sembla que per desig de l'autor. Es va utilitzar una versió editorial de la sinopsi de Pynchon per a la sobrecoberta. Kovalévskaia sí que hi apareix, tot i que és un entre més d'un centenar de personatges.
No hi ha consens entre els crítics literaris, tot i que la majoria considera que aquesta nova obra oscil·la entre els passatges brillants i els fatigants (Complete Review 2006). El mateix dia de la seua publicació es va crear una wiki Against the Day per ajudar els lectors a orientar-se entre tants personatges, esdeveniments i temes.
La novel·la va ser nominada per al Bad Sex in Fiction Award (Premi Sexe dolent en narrativa) per a 2006, però va perdre davant de la novel·la d'Iain Hollingshead Twenty Something. El fragment en qüestió tracta sobre un acte sexual amb un gos spaniel.

## Temes
Junt amb el seu èmfasi en temes elevats com ara el racisme, l'imperialisme o la religió, i el seu coneixement i apropiació de molts elements de l'alta cultura i la literatura, l'obra de Pynchon també plasma una gran afinitat amb elements i personatges de la contracultura i la cultura popular, incloent-hi el còmic i els dibuixos animats, el pulp, el cinema popular, els programes de televisió, la cuina, les llegendes urbanes, les teories de la conspiració i l'art popular. Aquesta indefinició entre els límits de l'alta cultura i la cultura popular, interpretada de vegades com una desconstrucció, es considera com una de les característiques del postmodernisme.
Particularment, Pynchon s'ha revelat en les seues obres com un aficionat a la música popular. Lletres de cançons i números de musicals apareixen en cadascuna de les seues novel·les, i en l'autobiogràfica introducció al recull Lent aprenentatge, revela el seu gust pel jazz i el rock and roll. El personatge McClintic Sphere a V. és una mescla de diversos mestres del jazz, com ara Ornette Coleman, Charlie Parker i Thelonious Monk. A The Crying of Lot 49, el cantant del grup "The Paranoids" porta "un cabell tallat a l'estil dels Beatles" i canta amb accent anglès. En les pàgines finals de L'arc de Sant Martí de gravetat, hi ha una referència apòcrifa sobre la participació del protagonista, Tyrone Slothrop, com a intèrpret de kazoo i harmònica com a músic invitat en un enregistrament del grup The Fool en els anys 1960 (Pynchon descriu com recupera màgicament el seu darrer instrument, la seua harmònica de blues, en un rierol alemany, després d'haver-la perduda en el tocador de la sala de ball Roseland Ballroom de Roxbury, Boston l'any 1939, després d'interpretar el clàssic de jazz 'Cherokee', quan simultàniament Charlie Parker estava inventat el bebop a Nova York). A Vineland, Zoyd Wheeler i Isaiah Two Four són també músics: Zoyd tocava els teclats en una banda surf dels 1960 anomenada "The Corvairs", mentre que Isaiah tocava en un grup punk anomenada "Billy Barf and the Vomitones". A Mason & Dixon, un dels personatges toca al clavicèmbal i un altre toca al grup "Clavier" la cançó de borratxos estudiantil que després esdevindrà "The Star-Spangled Banner".
En la seua introducció a Slow Learner, Pynchon va reconèixer un deute amb l'anàrquic líder de banda musical Spike Jones, i l'any 1994, va escriure unes notes de 3000 paraules per a l'album musical Spiked!, un recull d'enregistraments de Jones que va traure l'efímer segell BMG Catalyst. Pynchon també va escriure les notes per a Nobody's Cool, el segon álbum de la banda d'indie rock Lotion, en què manifesta que "el rock and roll roman com una de les darreres vocacions honorables, i una banda en actiu és un miracle quotidià. Això és bàsicament el que fan aquests nois." També és coneguda la seua passió per Roky Erickson.
Les investigacions i digressions en el terreny de la sexualitat humana, psicologia, sociologia, matemàtiques, ciència i tecnologia són recurrents en l'obra de Pynchon. Un dels seus primers contes, Low-lands (1960), descriu una meditació sobre el principi d'incertesa de Heisenberg com una metàfora del fet de contar històries sobre les experiències personals. La següent obra publicada, Entropy (1960), introduïa el concepte d'entropia, que arribaria a ser sinònim del seu estil (tot i que posteriorment Pynchon va admetre la "superficialitat de la [seua] interpretació", i que va remarcar que triar un concepte abstracte i intentar construir a partir d'aquest una narració era "una feixuga manera de fer narrativa"). Un altre conte primerenc, Under the Rose (1961), inclou entre els personatges un cyborg, col·locat de manera anacrònica en Egipte en plena era Victoriana (un recurs literari avui dia anomenat steampunk). Aquest conte, reelaborat amb profunditat, apareix com a capítol 3 en la novel·la V. El darrer conte publicat de Pynchon, The Secret Integration (1964), és una narració sobre el trànsit a la maduera, sensiblement tractat, en el qual un grup de nois fan front a les conseqüències de la política nord-americana d'integració racial. En un moment de la història, els nois arriben a comprendre aquesta nova política a través de l'operació matemàtica de la integral, l'únic sentit del mot amb què estan familiaritzats.
The Crying of Lot 49 també al·ludeix a l'entropia i a la teoria de la comunicació, i conté escenes i descripcions que paròdien o utilitzen el càlcul infinitesimal, les paradoxes de Zenó i l'experiment mental conegut com el dimoni de Maxwell. Al mateix temps, la novel·la tracta els temes de l'homosexualitat, el celibat i l'ús il·lícit i mèdic de les drogues. L'arc de Sant Martí de gravetat descriu moltes varietats de fetitxisme sexual (incloent-hi el sado-masoquisme, la coprofilia i un cas en el límit del "tentacle rape"), i descriu nombrosos exemples d'ús de drogues, principalment cànnabis però també cocaïna, al·lucinògens naturals i el fong Amanita muscaria. L'arc de Sant Martí de gravetat també inclou moltes de les preocupacions matemàtiques de Pynchon: en un moment determinat la geometria de les lligues per a mitjons es compara amb les espires de les catedrals, ambdues descrites com singularitats matemàtiques. Mason & Dixon, explora els fonaments científics, teològics i socioculturals de la Il·lustració alhora que detalla les relacions existents entre diverses figures històriques i personatges de ficció amb un detall exhaustiu, sent com L'arc de Sant Martí de gravetat un exemple de metaficció historiogràfica.

## Influències
Tant lectors i com crítics han proposat un gran nombre de precursors de Pynchon. A banda de referències explícites en les seues novel·les a figures tan dispars com ara Henry Adams, Giorgio de Chirico, Ludwig Wittgenstein, Emily Dickinson, William March, Rainer Maria Rilke, Jorge Luis Borges, Ishmael Reed, Ralph Waldo Emerson, Patrick O'Brian i Umberto Eco, i a una barreja eclèctica d'icones religioses i fonts filosófiques, s'han proposat comparances creïbles amb obres de Rabelais, Cervantes, Laurence Sterne, Edgar Allan Poe, Nathaniel Hawthorne, Herman Melville, Charles Dickens, Joseph Conrad, Thomas Mann, William Burroughs, Ralph Ellison, Patrick White, i Toni Morrison. Alguns crítics han detectat similituds amb els escriptors modernistes, que tendien a escriure llargues novel·les que abastaven un gran ventall de temes metafísics o polítics. Com a exemples d'aquestes obres es poden esmentar Ulisses de James Joyce, A Passage to India d'E.M. Forster, The Apes of God de Wyndham Lewis, The Man Without Qualities de Robert Musil, o El castell de Franz Kafka. En la seua introducció a Lent aprenentatge, Pynchon reconeix de manera explícita el seu deute amb els escriptors de la Generació Beat, i particularment expressa la seua admiració per On the Road de Jack Kerouac; també revela la seua familiaritat amb l'obra de T. S. Eliot, Ernest Hemingway, Henry Miller, Saul Bellow, Herbert Gold, Philip Roth i Norman Mailer, i amb els assaigs de Helen Waddell, Norbert Wiener i Isaac Asimov.
Altres autors nord-americans contemporanis que se solen comparar amb Pynchon són John Hawkes, Kurt Vonnegut, Joseph Heller, Donald Barthelme, John Barth, William Gaddis, Don DeLillo i Joseph McElroy. Els personatges salvatgement excèntrics, l'acció trepidant, les freqüents digressions i la durada imponent de les obres de Pynchon han portat al crític James Wood a classificar l'obra de Pynchon com "realisme histèric". Aquesta etiqueta també se l'han guanyada les obres d'altres escriptors, com ara Salman Rushdie, Neal Stephenson, Christopher Wunderlee o Zadie Smith.
Entre els joves escriptors assenyalats com a hereus de Pynchon cal esmentar David Foster Wallace, William Vollmann, Richard Powers, David Mitchell, Neal Stephenson, Dave Eggers, Christopher Wunderlee, i Tommaso Pincio el pseudònim del qual és traducció italiana del nom de Pynchon.
L'obra de Pynchon s'ha citat com a influència i inspiració de molts escriptors i artistes, incloent-hi T. Coraghessan Boyle, Don DeLillo, Ian Rankin, William Gibson, Elfriede Jelinek, Rick Moody, Arturo Pérez-Reverte, Richard Powers, Salman Rushdie, Neal Stephenson, Bruce Sterling, Laurie Anderson, Zak Smith, David Cronenberg i Adam Rapp. Gràcies a la seua influència sobre Gibson i Stephenson en particular, Pynchon ha esdevingut un dels pares de la narrativa cyberpunk. Tot i que el terme "cyberpunk" no s'ha difós fins a les primeries de la dècada del 1980, alguns lectors inclouen de manera retrospectiva L'arc de sant Martí de gravetat dins d'aquest gènere, junt amb altres obres—per exemple Nova de Samuel R. Delany i la major part de les obres de Philip K. Dick—que semblen anticipar l'estil i els temes del cyberpunk. La naturalesa enciclopèdica de les novel·les de Pynchon ha portat també a connectar-lo amb l'efímer moviment de la narrativa hipertextual de la dècada del 1990 (Page 2002; Krämer 2005).

## Interès dels mitjans de comunicació
Hom coneix relativament poc de la vida privada de Thomas Pynchon; amb molta cura ha evitat el contacte amb els periodistes durant més de quaranta anys. S'han difós només unes quantes fotos d'ell, gairebé totes pertanyents a la seua etapa escolar i universitària, i el seu parador sovint ha romàs desconegut.
Una ressenya de V. a New York Times Book Review descrivia Pynchon com "un reclòs" residint a Mèxic, introduint d'aquesta manera l'etiqueta mediàtica que ha acompanyat Pynchon al llarg de la seua carrera (Plimpton 1963: 5). Però al capdavall, l'absència de Pynchon de l'escrutini públic és un dels fets més notables que ha aconseguit en la seua vida; fet que ha provocat rumors i anècdotes apòcrifs.

### Anys 1970 i 1980
Després de la publicació i de l'èxit de L'arc de Sant Martí de gravetat, va incrementar-se l'interès per saber més sobre la identitat de l'escriptor. En la cerimònia de lliurament del National Book Award de 1974, el president de la companyia Viking Press, Tom Guinzberg, va arranjar les coses perquè el còmic Irwin Corey acceptés rebre el premi en nom de Pynchon (Royster 2005). Molts dels invitats a la cerimònia no coneixien en absoluy Corey, i van assumir el mateix Pynchon era la persona que es trobava a l'escenari, amb el torrent de gesticulacions i la gran capacitat de parlar contínuament pseudoerudita pròpies de Corey (Corey 1974). Cap a la fi de les paraules de Corey un home despullat va creuar la sala, afegint encara més confusió.
Un article publicat al Soho Weekly News reivindicava que Pynchon era en realitat J. D. Salinger (Batchelor 1976). La resposta escrita de Pynchon a aquesta teoria (recollida a Tanner 1982) fou simple: "No està malament. Continueu intentant-ho."
No obstant això, la primera oportunitat en què es va poder accedir a informació sobre la vida privada de Pynchon va sorgir a partir de la publicació d'un informe biogràfic a la revista Playboy, l'autor del qual era un amic de Pynchon del temps de la Universitat Cornell, Jules Siegel. En aquest article, Siegel revelava que Pynchon havia patit un complex amb la seua dentadura i que s'havia sotmès a una completa i dolorosa cirurgia reconstructiva, que era anomenat "Tom" a Cornell, que assistia a missa diligentment, que va actuar de testimoni en la boda de Siegel i que després, fins i tot, va tenir un afer amb l'esposa de Siegel. També declarava que Pynchon va assistir a les classes de Vladimir Nabokov a Cornell, però que difícilment comprenia el que deia Nabokov a causa del seu profund accent rus. Siegel també recordava l'afirmació de Pynchon en el sentit que "estic en sintonia amb tots els excèntrics del món", una observació que quadra amb la fama de lunàtic i fanàtic que s'ha anat construint en els últims anys a través de la seua obra, particularment a través d'Internet (Siegel 1977).
En els últims anys de la dècada del 1980, l'escriptor Robert Clark Young, a través del seu pare, un empleat del Departament de Vehicles de Motor de Califòrnia, va obtenir l'informe de Pynchon, utilitzant el nom complet i la data de naixement de Pynchon. Els resultats mostraven que Pynchon vivia en aquell temps a Aptos, Califòrnia, i que el seu cotxe era un Datsun (Young 1992). Aquesta informació, aconseguida de manera poc correcta, va anar a parar a mans d'almenys dos investigadors acadèmics que estaven preparant sengles estudis sobre Pynchon.

### Anys 1990
La tendència de Pynchon a evitar la celebritat i les aparicions públiques van ser la causa que els periodistes continuaren especulant amb la seua identitat i activitats, i va reforçar la seua reputació de "reclòs" entre els mitjans de comunicació. Els lectors i crítics més astuts van adonar-se que, potser, hi havia motivacions estètiques (i ideològiques) per a aquest capteniment de mantenir-se al marge de la vida pública. Per exemple el protagonista del conte de Janette Turner Hospital, "For Mr. Voss or Occupant" (publ. 1991), explica al seu fill que està escrivint un estudi sobre escriptors que es recloeixen. Patrick White, Emily Dickinson, J. D. Salinger, Thomas Pynchon. La manera en què creen personalitats solitàries i després desapareixen dins de les seues narracions. (Hospital 1995: 361-2). Més recentment, el crític literari Arthur Salm ha escrit que l'home simplement tria no ser una figura pública, una actitud que ressona més enllà de la fase en la qual la cultura dominant dedueix que el fet que Pynchon i Paris Hilton es trobaren—una circumstància, ho admet, més enllà d'allò imaginable—l'explosió resultant de matèria/antimatèria ho vaporitzaria tot des d'ací fins a Tau Ceti IV. (Salm 2004)
Deixant a banda la seua reputació, el fet és que Pynchon ha publicat un cert nombre d'articles i ressenyes en els mitjans de comunicació nord-americans més corrents, incloent-hi unes paraules de suport a Salman Rushdie i a la llavors seua muller, Marianne Wiggins, després de la declaració de la fàtua contra aquest a partir de la publicació de la seua obra Els versos satànics, per part del líder iranià Ruhol·lah Khomeini (Pynchon 1989). L'any següent, arran d'una entusiàstica crítica de Rushdie a la novel·la Vineland de Pynchon, va fer que aquest li enviara a Rushdie un missatge dient-li que si alguna vegada visitava Nova York, li agradaria concertar una cita amb ell. Finalment, es van trobar, i Rushdie es va declarar sorprès de com Pynchon s'assemblava a la imatge mental que se n'havia fet d'ell abans de conèixer-lo (Hitchens 1997).
A principis dels anys 1990, Pynchon es va casar amb la seua agent literària, Melanie Jackson - una besneta de Theodore Roosevelt - i va tenir un fill, Jackson, l'any 1991. La divulgació del lloc de residència de Pynchon a Nova York, després de molts anys en què s'havia cregut que dividia el seu temps ente Mèxic i el nord de Califòrnia, va provocar que alguns periodistes i els fotògrafs el seguiren. Poc després de la publicació de Mason & Dixon, l'any 1997, un càmera de la CNN el va filmar a Manhattan. Angoixat per aquesta invasió de la seua privadesa, va telefonar a la CNN demanant que les imatges preses prop de casa seva no foren difoses. Quan se li va preguntar per la seua reclusió, va dir, "La meua creença és que 'reclòs' és un mot codi generat pels periodistes... que significa 'no li agrada parlar amb els reporters'." La CNN també va informar que Pynchon va dir, "Deixeu-me ser inequívoc. Preferics no ser fotografiat." (CNN 1997) L'any següent, un reporter del Sunday Times va saber com fer-ho per aconseguir una foto d'ell quan passejava amb el seu fill (Bone 1998).
Després que en el programa de l'NBC The John Larroquette Show es van fer algunes asseveracions sobre l'obra i la reputació de Pynchon, aquest, a través del seu agent, va contactar amb els productors del programa oferint-los suggeriments i correccions. Quan la figura de Pynchon esdevingué part principal d'un episodi del programa, l'any 1994, se li va enviar el guió, sotmetent-lo a la seua aprovació i se li va demanar un títol d'una obra fictícia que hi havia de ser utilitzat ("Pandemonium of the Sun" - Pandemònium del sol), el novel·lista aparentment va vetar l'escena final que requeria un extra fent de Pynchon, sent filmat per darrere i fugint corrents de la càmera (CNN 1997; Glenn 2003). També durant els anys 1990, Pynchon aparentment va fer amistat amb els membres del grup de rock Lotion i va assistir a un cert nombre dels seus concerts, culminant amb la redacció de les notes per a l'album de l'any 1995 Nobody's Cool. Llavors Pynchon va publicar una estrevista amb la banda ("Lunch With Lotion") a Esquire, el juny de 1996 en el moment del llançament de Mason & Dixon. Més recentment, Pynchon va contestar per fax a certes preguntes plantejades per l'escriptor David Hajdu i va permetre la reproducció de fragments de la seua correspondència personal en el llibre de Hajdu Positively 4th Street: The Lives and Times of Joan Baez, Bob Dylan, Mimi Baez Fariña and Richard Fariña (Warner 2001), publicat l'any 2001.
L'intent de mantenir la seua privadesa personal i fer que la seua obra parle per si mateixa, ha provocat durant anys un cert nombre de bromes i rumors estranys. De fet, es va dir que Pynchon era Unabomber o un simpatitzant dels davidians de Waco—després que el setge de 1993 els posara en la primera plana de l'actualitat—o, a causa d'un elaborat rumor, insinuacions que Pynchon i un tal "Wanda Tinasky" eren la mateixa persona. Un bon grapat de cartes signades amb aquest nom havien aparegut en els darrers anys 1980 en el diari Anderson Valley Advertiser d'Anderson Valley, Califòrnia. L'estil i contingut d'aquestes cartes es va dir que s'assemblaven al de Pynchon, i Vineland, publicada per Pynchon l'any 1990, també transcorre al nord de Califòrnia, per la qual cosa es va suggerir que Pynchon podia haver estat en la zona en aquella època per documentar-se. L'any 1996 es va publicar com a llibre un recull de cartes de Tinasky; això no obstant, el mateix Pynchon va negar haver escrit aquestes cartes, i mai no s'ha fet una atribució directa de les mateixes a Pynchon. El "detectiu literari" Donald Foster va demostrar després que, de fet, les cartes havien estat escrites per un fosc escriptor Beat anomenat Tom Hawkins, qui l'any 1988 havia assassinat la seua muller i després s'havia suïcidat. La prova de Foster va ser definitiva, incloent-hi la troballa de la màquina d'escriure amb la qual "Tinasky" havia escrit les cartes (Foster 2000).
L'any 1998, unes 120 cartes que Pynchon havia escrit a la seua agent durant molts anys, Candida Donadio, van ser donades per la família d'un col·leccionista privat, Carter Burden, a la Biblioteca Pierpont Morgan de la ciutat de Nova York. Les cartes van ser escrites entre 1963 i 1982, i, per tant, abasten els anys més creatius i prolífics de l'escriptor. Tot i que la intenció original de la Biblioteca era permetre als estudiosos l'accés a les cartes, a petició de Pynchon la família Burden i la Biblioteca Morgan van acordar no permetre l'accés fins després de la mort de l'escriptor (vegeu Gussow 1998).

### La dècada del 2000
Després dels atemptats de l'11 de setembre, es va publicar en l'edició japonesa del Playboy una suposada entrevista amb Pynchon, titulada "Most News is Propaganda. Bin Laden May Not Exist" (La major part de les notícies són propaganda. Bin Laden pot no existir). Es tractava d'una suposada conversa amb Pynchon sobre els esdeveniments de l'11 de setembre i sobre Osama Bin Laden. La seua autenticitat és incerta.
Responent irònicament a la imatge que els mitjans de comunicació havien creat d'ell al llarg dels anys, durant 2004, Pynchon va fer dues aparicions en la sèrie de televisió de dibuixos animats Els Simpson. La primera en l'episodi Diatriba d'una mestressa de casa enutjada, en el qual Marge Simpson esdevé novel·lista. Pynchon s'interpreta a si mateix, amb una bossa de paper sobre el cap, i proporciona un comentari per a la sobrecoberta del llibre de Marge, parlant amb un fort accent de Long Island: "Vet ací la cita: Thomas Pynchon estimava aquest llibre, gairebé tant com estimava les càmeres!" Aleshores comença a cridar als cotxes que passen: "Ei!, ací, feu-vos una foto amb un escriptor reclòs! Només avui afegim un autògraf gratuït! Però, espereu! Encara n'hi ha més!!" La segona aparició té lloc en l'episodi Tot està permès en la guerra del forn, que va ser el primer episodi de la setzena temporada. En la seua aparició, el diàleg de Pynchon consisteix completament en acudits sobre els títols de les seues novel·les ("Aquestes ales estan de- 'V'- licioses! posaré la recepta en 'El llibre de cuina de l'arc de Sant Martí de gravetat', tot just després de 'El fregit del pastís de patata 49' ('The Frying of Latke 49'."). Pynchon va fer una tercera aparició muda, quan assisteix a la fictícia convenció "WordLoaf" en l'episodi "Moe'N'a Lisa", de la divuitena temporada (2006). La primera difusió de l'episodi va tenir lloc el 19 de novembre de 2006, el diumenge immediatament anterior al llançament de la seua sisena novel·la, Contra el dia, potser com a part d'una inusualment àmplia campanya de publicitat.
El juliol de 2006, Amazon.com va crear una pàgina per anunciar una pròxima novel·la de Thomas Pynchon, sense títol i que tindria 992 pàgines. La descripció resumida de la novel·la s'atribuïa al mateix Pynchon. Aquesta descripció va ser retirada ben aviat, provocant especulacions sobre la seua autenticitat, però seguidament va ser penjat de nou amb el títol de la novel·la, Against the Day.
El 6 de desembre de 2006, Pynchon, junt amb altres autors importants va encetar una campanya per donar suport a Ian McEwan davant de les acusacions de plagi que se li imputaven, enviant una carta mecanografiada al seu editor britànic, que va ser publicada en el Daily Telegraph (Pynchon 2006b).

## Obres
- V. (1963), guanyadora del premi de la Fundació William Faulkner.
- The Crying of Lot 49 (La subhasta del lot 49 - 1966), guanyadora del premi de la Fundació "Richard and Hilda Rosenthal".
- Gravity's Rainbow (L'arc de Sant Martí de gravetat - 1973), 1974 National Book Award de narrativa, refusat per unanimitat del jurat de selecció per al Premi Pulitzer, Medalla "William Dean Howells" de l'Acadèmia Americada d'Arts i Lletres l'any (premi refusat).
- Slow Learner (Lent aprenentatge - 1984), recull de contes de joventut.
- Vineland (1990).
- Mason & Dixon (Mason i Dixon - 1997).
- Against the Day (Contra el dia - 21 de novembre de 2006).
- Inherent Vice (Vici inherent - 2009).
- Bleeding Edge (2013).

A banda de la narrativa, Pynchon ha escrit assaigs, introduccions i crítica literària, tractant diversos temes, com ara la seguretat dels míssils, els altercats de Watts, el Ludisme i l'obra de Donald Barthelme. Alguns d'aquests texts han aparegut al New York Times Book Review i al The New York Review of Books. També ha contribuït amb notes per a coberta de diversos llibres o enregistraments musicals. La seua introducció a l'edició de 1984 del recull Slow Learner és significativa pel seu caràcter autobiogràfic. Ha escrit pròlegs per a almenys tres llibres, incloent-hi el recull de contes de Donald Barthelme, de 1992, The Teachings of Don B. i, més recentment, per a l'edició del centenari de 1984 de George Orwell, de l'editorial Penguin, de l'any 2003, i l'edició a Penguin Classics de l'obra de Richard Fariña Been Down So Long It Looks Like Up to Me.